# Хлопчицы
Хлопчицы (укр. Хлопчиці) — село в Рудковской городской общине Самборского района Львовской области Украины.
Население по переписи 2001 года составляло 1594 человека. Население по данным Рудковской городской общины 2024 года составляло 1413 человек. Занимает площадь 13,24 км². Почтовый индекс — 81438. Телефонный код — 3236.